# مالكولم بالدريدج، الابن
مالكولم بالدريدج، الابن (بالإنجليزية: Malcolm Baldrige Jr.)‏ (و. 1922 – 1987 م) هو سياسي، ورائد أعمال، ومدير من الولايات المتحدة الأمريكية . ولد في أوماها، نبراسكا .
توفي في والنوت كريك، كونترا كوستا، كاليفورنيا .

## التعليم
تعلم في جامعة ييل.

## جوائز وترشيحات
حصل على جوائز منها:
- وسام الحرية الرئاسي.

## روابط خارجية
- مالكولم بالدريدج، الابن على موقع مونزينجر (الألمانية)
- مالكولم بالدريدج، الابن على موقع إن إن دي بي (الإنجليزية)